# Forastera (novela)
Forastera es una novela perteneciente al género de ficción histórica y escrita por la estadounidense Diana Gabaldon. Publicada en 1991, ganó el Premio Rita de los Romance Writers of America a la Mejor Novela Romántica de dicho año. En 2014 se estrenó una serie de televisión basada en esta novela y las siguientes de la saga.

## Saga
Es la primera novela de la saga Forastera.  Para mayor comprensión se leerían en este orden:  
1. Forastera
2. Atrapada en el tiempo
3. Viajera
4. Tambores de otoño
5. La cruz ardiente
6. Viento y ceniza
7. Ecos del pasado
8. Escrito con la sangre de mi corazón
9. Cuenta a las abejas que me fui

## Argumento
Esta novela comienza al acabar la Segunda Guerra Mundial cuando una pareja se reúne para pasar sus vacaciones en Escocia. Claire, la protagonista, una tarde paseando sola, llega a un círculo formado por antiguas piedras; al acercarse cae en un profundo trance que le hace transportarse a la Escocia de 1743. Claire experimenta otro modo de vivir con hombres rudos y en ocasiones violentos pero con una gran capacidad para amar. Tiene que decidir si quedarse en esta época y vivir en un mundo desconocido o volver a la seguridad que le ofrecía el mundo anterior.

## Personajes
A continuación se encuentra la lista de personajes más importantes de la historia:
- Claire Randall: es la protagonista de la historia. Una mujer fuerte, decidida y con agallas; se espera eso de ella ya que fue enfermera durante la Segunda Guerra Mundial. Está casada con un prestigioso profesor de historia, Frank Randall. Cuando aparece en 1743 por arte de magia en las Highlands escocesas conoce a Jamie Fraser.
- Frank Randall: marido de Clarie en el siglo XX. Sirvió durante la guerra en la Inteligencia Británica como espía y era el responsable de enviar a agente a las misiones. Cuando acaba la guerra quiere dar un giro a su vida como profesor de historia en Oxford pero su mujer desaparece misteriosamente en mitad de un viaje.
- Jamie Fraser: se trata del protagonista masculino. Es noble, cortés, luchador, sensible, culto... a pesar de la época en la que vive. Conecta de forma muy intensa con la protagonista.